# M.E.R.7
M.E.R.7 (anciennement Edicorp Publications, Future France, puis Yellow Media) est un éditeur de presse français, filiale du fonds d'investissement LMBO, actif entre 1992 et 2012. Durant son existence, il détient 15 publications spécialisées dans l'informatique et le jeu vidéo représentant une diffusion mensuelle de près de 300 000 exemplaires. Son siège social était situé au 4 rue de la Paix à Paris. Durant un certain nombre d'années, Future France (M.E.R.7) était le principal éditeur de presse de jeux vidéo en France, appartenant à Future plc jusqu'en 2007, ce dernier ayant racheté Hachette Digital Presse en 2003.

## Histoire

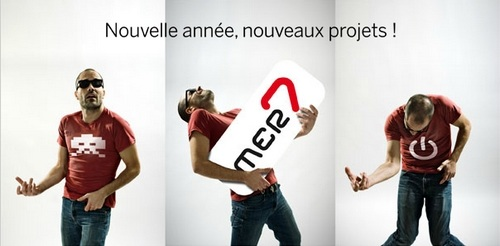
Affiche publicitaire M.E.R.7 pour 2012.

Edicorp Publications est créée le 1er septembre 1992, par trois amis : Dave Habert, Jean-Michel Durand et Didier Macia,. La société édite les revues informatiques Windows News, Home PC et CD-ROM Magazine, à parution mensuelle et diffusés entre 35 500 et 80 000 exemplaires,. Entre 1994 et 1995, le chiffre d'affaires d'Edicorp passe d'environ 48 000 000 francs à 67 000 000 francs, soit une croissance de l'ordre de 40 %.
Au cours de l'été 1996, la société est rachetée par le groupe britannique Pearson pour un montant non divulgué, et devient filiale à 100 % de Pearson New Entertainment, la filiale presse à centre d'intérêt de Pearson,. Selon Didier Macia, l'opération doit permettre à Edicorp d'« accélérer son développement en s'appuyant sur un groupe de dimension internationale ». Entre juin 1996 et avril 1998, le nombre de titres publiés par Edicorp passe de trois à huit. Ce nombre se voit porté à treize les semaines qui suivent, avec le lancement au cours de cette période de Computer Arts, Next Games, PC Max, .Net Pro et PlayPower, abordant respectivement l'art et le design sur ordinateur, les jeux vidéo, l'utilisation de l'ordinateur à la maison, internet au service de l'entreprise, et la PlayStation,. Quatre de ces titres sont inspirés de magazines britanniques existants, et tous sont vendus avec un bonus : un ou plusieurs CD-ROM, un supplément éditorial, une couverture dorée ou un prix réduit, le but étant, selon Didier Macia, de « donner au lecteur le sentiment qu'il en a pour son argent ». Edicorp, qui a atteint en 1997 une diffusion cumulée de 500 000 exemplaires mensuels, et a réalisé un chiffre d'affaires de 145 000 000 francs et un résultat net de 15 500 000 francs, investit 15 000 000 francs dans le développement et la promotion de ces cinq titres,. Le groupe recrute environ quinze personnes par mois et vise les 600 à 700 000 000 francs de chiffre d'affaires en 2001, avec la publication d'une cinquantaine de magazines.
En avril 1998, Pearson vend le groupe de magazines Future plc et la société Edicorp Publications à Apax Partners pour 142 millions de livres. L'année suivante, Edicorp continue à accroitre ses parts de marché dans le secteur de la presse informatique et jeu vidéo en lançant la version française de Computer Music, ainsi que Consoles Max et Game On,. Le 6 juin 2000, Edicorp Publications devient Future France pour renforcer la présence de la marque britannique dans le monde[réf. nécessaire]. En octobre 2000, Future annonce avoir obtenu les droits d'édition sur tous les territoires, y compris la France, du futur Xbox : Le Magazine officiel, accompagné de son DVD de démonstrations. La revue est lancée au printemps 2002, simultanément avec la console de Microsoft.
En mars 2003, Future rachète Hachette Digital Presse (HDP), l'éditeur de DVD Magazine et des titres concurrents Joypad, Joystick et PlayStation 2 Magazine, pour 5,12 millions d'euros. Cette transaction a pour conséquence que le groupe Hachette Filipacchi Presse, dont HDP était une filiale, ne publie plus aucun magazine de jeux vidéo,,. Ce rachat provoque le départ de nombreux journalistes de HDP. En août 2005, Future acquiert le magazine Consoles + vendu par Emap. En octobre 2007, à la suite de problèmes financiers, Future plc vend Future France à WM7 (appartenant à ses dirigeants et au fonds d'investissement LMBO) pour 18 millions d'euros. Par la suite, la société Canal Jeux Vidéo est créée pour que le groupe rattrape son retard sur le numérique. Le 1er janvier 2009, Future France devient Yellow Media. Le 2 juin 2009, Canal Jeux Vidéo lance JVN.com, son premier portail internet consacré aux jeux vidéo.
Le 1er juin 2011, la société est placée en redressement judiciaire. Yellow Media ayant perdu 14 millions d'euros en quatre ans soit la moitié de son chiffre d'affaires. En août, à la suite du redressement judiciaire de Yellow Media, la direction de l'éditeur décide d'arrêter les magazines Joypad et PSM3 n’étant plus rentables. En septembre, Canal Jeux Vidéo, la société sœur de Yellow Media, est aussi placée en redressement judiciaire. Le 2 novembre 2011, Yellow Media et Canal Jeux Vidéo (JVN.com) sont rachetés par le fonds d'investissement LMBO. Yellow Media est alors renommé M.E.R.7 et prévoit dès 2012 de rattraper son retard sur le numérique et de lancer de nouvelles formules pour ses magazines. Comme l'avait annoncé Francis Jaluzot, certains magazines de l'éditeur ont eu leurs nouvelles formules : Joystick le 7 avril, Micro Actuel le 18 avril, Windows News le 25 avril, Computer Arts le 11 mai, Internet Pratique le 12 mai, Jeux vidéo Magazine le 15 mai et Consoles+ le 10 juillet.
Le 18 avril 2012, M.E.R.7 lance microactuel.com, site web du magazine spécialisé dans la haute technologie et le 21 juin 2012, le site web JVN.com devient JeuxVideoMagazine.com,. Le 6 septembre 2012, M.E.R.7 est placée en redressement judiciaire. Le 8 novembre 2012, la société est mise en liquidation judiciaire. Le 14 décembre 2012, reprise du magazine Jeux vidéo Magazine par des journalistes avec la nouvelle société Link Digital Sprit.

## Titres édités

### Consoles Max
Consoles Max est un magazine de presse spécialisé dans les jeux vidéo sur consoles de tous types notamment : PlayStation, PlayStation 2, Nintendo 64, Dreamcast, Xbox, GameCube, et Game Boy. Il est l'adaptation française du magazine britannique GamesMaster (en). Le magazine compte 51 numéros parus entre juin 1999 et janvier 2004 ainsi que différents hors-séries. Les deux premiers numéros coûtaient 18 francs. En 2000, le titre est répertorié par le ministère de la Culture dans la catégorie Presse des Loisirs / Loisirs informatiques.

### Game On
Game On est un magazine à parution mensuelle consacré aux jeux vidéo sur consoles, PC et en arcade. Le magazine est lancé en juin 1999. Il est l'adaptation française du magazine britannique Arcade. En avril 2000, « Game On se transforme en Game Over » : la publication du magazine est arrêtée au numéro 10.

### Next Games
Next Games est un magazine à parution mensuelle consacré aux jeux vidéo sur « toutes les plates-formes » (consoles, PC, arcade), à destination des « joueurs les plus exigeants », lancé en mai 1998. Il est l'adaptation française du magazine britannique Edge. Next Games est un échec et sa suppression a lieu en novembre 1998, avec le numéro 6,.

### PlayPower
PlayPower est un magazine à parution mensuelle lancé le 27 mai 1998, au prix de 25 francs. Il est l'adaptation française du magazine britannique PlayStation Power. La revue se destine aux « accros de la PlayStation, », et ambitionne de « leur donner les clés du voyage jusqu'au bout du plaisir ». L'éditorial du premier numéro, signé par le rédacteur en chef Laurent Defrance, promet « des reportages sur les plus grands jeux, des infos venues du monde entier, des critiques impartiales, et surtout des solutions complètes qui vous sauveront du désespoir ». Le premier numéro est accompagné de deux suppléments de 52 pages de trucs et astuces et de solutions. La publication s'arrête en février 2001.

### X64 Magazine
X64 Magazine est un magazine à parution mensuelle lancé en octobre 1997, consacré à la Nintendo 64. C'est l'adaptation française du magazine britannique N64 Magazine. Il est régulièrement accompagné d'un supplément tel qu'une cassette vidéo, un CD ou un livret d'astuces. La publication s'arrête au numéro 28 en avril 2000,,,.

### Autres titres
- Multimédia Solutions (lancé en 1992, arrêt en juillet 1995) ;
- Windows News (lancé en 1993) ;
- Home PC (lancé en 1995, arrêt en janvier 2002) ;
- CD-ROM Magazine (lancé en 1995, arrêt en avril 2000) ;
- PC Achat (lancé en 1996) ;
- PC Jeux (lancé en 1997, arrêté) ;
- Total Play (lancé en 1997, arrêt en février 2001) ;
- .net (lancé en 1998, arrêt en mai 2006) ;
- .net pro (lancé en 1998, arrêt en janvier 2002) ;
- Computer Arts (lancé en 1998) ;
- PC Max (lancé en 1998, arrêt en juin 2003) ;
- Computer Music (lancé en 1999, arrêt en février 2001) ;
- Internet Pratique (lancé en 2000) ;
- Jeux vidéo Magazine, existe encore car repris par la société Link Digital Spirit (lancé en 2000)  ;
- Maximum Linux (lancé en 2000, arrêt en février 2001, relancé en 2010, arrêt en septembre 2011) ;
- Future Music (lancé en 2000, arrêt en février 2001) ;
- Pages Web Pratiques (lancé/arrêt en 2001) ;
- Nintendo, le magazine officiel (lancé en 2002, arrêt en juin 2012) ;
- Xbox : Le Magazine officiel, puis Xbox 360 : Le Magazine officiel (lancé en 2002, arrêté) ;
- Game Boy Advance, le magazine officiel (lancé en 2003)[40] ;
- Joypad (acquis en 2003, arrêt en septembre 2011) ;
- Joystick (acquis en 2003, arrêté) ;
- PlayStation 2 Magazine puis PlayStation, le magazine officiel (acquis en 2003, arrêt en juillet 2012) ;
- Kid Paddle Magazine (lancé en 2003, arrêt en mai 2011) ;
- Micro Actuel (lancé en 2005, arrêté) ;
- Consoles+ (acquis en 2005, arrêté) ;
- Online Gamer (lancé en 2006, arrêt en juin 2012 avec le numéro 17) ;
- Nintendo 3DS, le magazine officiel (lancé en 2006 sous le nom de Nintendo DS, le magazine officiel, arrêt en septembre 2012) ;
- Les Sims Magazine (lancé en 2006 sous le nom de Les Sims 2 Le Magazine, arrêt en juin 2012, à la suite du dernier numéro) ;
- PSM 2, puis PSM3 (lancé en 2007, arrêt en septembre 2011) ;
- T3 (lancé en 2008, arrêt en juin 2011) ;
- Kids' Mania (lancé en 2009, arrêté) ;
- Le Magazine Officiel Windows (lancé en 2009, arrêté) ;
- Pokémon, le magazine officiel (lancé en 2009 et arrêté en 2011, Panini Kids l'a repris) ;
- My Lovely Star (lancé en 2009, arrêt en mai 2011) ;
- Pokémon, le magazine officiel (lancé en 2009, arrêt en juillet 2011) ;
- Mobile Passion (lancé en 2010, arrêt en septembre 2011) ;
- Phone iMag (lancé en 2010, arrêt en octobre 2011) ;
- Mega Duel Magazine (lancé en 2011, devenu un supplément de Kids' Mania depuis mai 2012).

## Logos

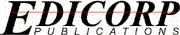
Logo d'Edicorp Publications (avant de devenir Future France)
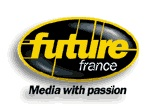
Logo de Future France (2000–2005).
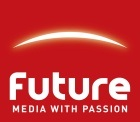
Logo de Future France (2005–2009).
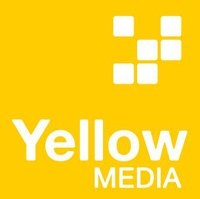
Logo de Yellow Media (2009–2011).
Logo de M.E.R.7 (2011–2012).

## Adresses
| Siège social de l'éditeur | 4 rue de la Paix, 75002 Paris                   |
| Siège des magazines       | 101-109 rue Jean-Jaurès, 92300 Levallois-Perret |
| Service abonnements       | 18-24 quai de la Marne, 75164 Paris cedex 19    |